# Jan Zaręba

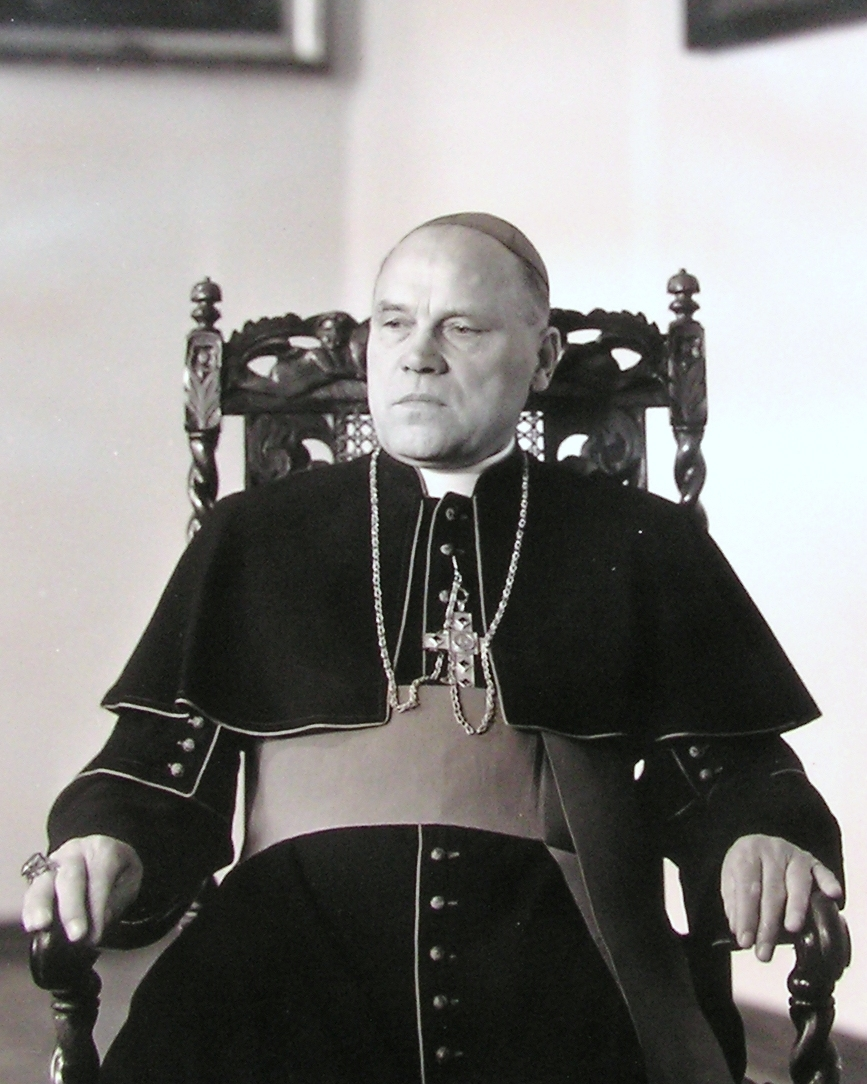
Jan Zaręba

Jan Zaręba (* 25. Dezember 1910 in Sadykierz; † 22. November 1986 in Włocławek) war ein polnischer römisch-katholischer Geistlicher und Bischof von Włocławek.

## Leben
Nachdem Jan Zaręba 1929 in Bromberg das Abitur erlangt hatte, studierte er Philosophie und Katholische Theologie am Priesterseminar in Gniezno. Am 17. Juni 1934 empfing er in Posen durch den Erzbischof von Gniezno und Posen, August Kardinal Hlond, das Sakrament der Priesterweihe für das Erzbistum Gniezno.
Zaręba war von 1934 bis 1938 als Pfarrvikar in Pleszew tätig. Anschließend wurde er für weiterführende Studien nach Rom an die Päpstliche Universität Gregoriana entsandt, die er aber infolge des Ausbruchs des Zweiten Weltkriegs abbrechen musste. Er kehrte in seine Heimat zurück, wo er als Seelsorger zunächst wieder in Pleszew und später in Władysławów wirkte. Von 1945 bis 1948 war Jan Zaręba Kanzler der Kurie der Apostolischen Administratur Gorzów, Herausgeber der Kirchenzeitung Tygodnik Katolicki und Pfarrer am Dom St. Marien in Gorzów Wielkopolski. 1948 wurde er Diözesancaritasdirektor des Erzbistums Gniezno, Generalsekretär des Katholischen Jugendverbands für Männer und Frauen sowie Sekretär der Diözesankurie. Daneben wurde er an der Jagiellonen-Universität in Krakau zum Doktor der Theologie promoviert. Ab 1956 war Zaręba Offizial des Erzbistums Gniezno und Leiter der Abteilung für religiöse Angelegenheiten. Zudem fungierte er als Inspektor für die Ordenshäuser und als Synodalexaminator. Außerdem lehrte er Katholische Soziallehre am Priesterseminar in Gniezno.
Am 25. Juni 1963 ernannte ihn Papst Paul VI. zum Titularbischof von Bitylius und zum Weihbischof in Włocławek. Der Erzbischof von Gniezno und Warschau, Stefan Kardinal Wyszyński, spendete ihm am 8. September desselben Jahres in der Kathedrale von Włocławek die Bischofsweihe; Mitkonsekratoren waren der Bischof von Włocławek, Antoni Pawłowski, und der Weihbischof in Gniezno, Jan Czerniak. Als Weihbischof war Jan Zaręba zusätzlich Generalvikar des Bistums Włocławek und Domherr an der Kathedrale von Włocławek. In der Polnischen Bischofskonferenz gehörte er den Kommissionen für die Missionsarbeit, die Caritas, den Klerus und die Reform des Kirchenrechts an. Außerdem nahm Zaręba an der vierten Sitzungsperiode des Zweiten Vatikanischen Konzils teil. Nach dem Tod von Bischof Antoni Pawłowski am 16. September 1968 leitete er das Bistum Włocławek für die Zeit der Sedisvakanz zunächst als Kapitularvikar und ab dem 16. Oktober desselben Jahres als Apostolischer Administrator.
Papst Paul VI. bestellte ihn am 20. Oktober 1969 zum Bischof von Włocławek. Die Amtseinführung erfolgte am 1. Februar 1970. Auf seine Initiative hin wurden in Włocławek sieben neue Kirchen erbaut und 1975 die Theologische Hochschule Włocławek gegründet. Darüber hinaus engagierte sich Jan Zaręba für die Renovierung der Kathedrale von Włocławek. Zu diesem Zweck führte er unter anderem eine Sonderabgabe im Bistum Włocławek ein, sammelte selbst Spendengelder und organisierte Baumaterialien. 1986 wurde unter seiner Leitung die zweite Diözesansynode des Bistums Włocławek abgehalten. Ferner setzte sich Zaręba für die Seligsprechung des Weihbischofs in Włocławek, Michał Kozal, ein.
Jan Zaręba starb am 22. November 1986 und wurde in der Krypta der Kathedrale von Włocławek beigesetzt.